# Marco Caneira
Marco António Simões Caneira, (Sintra, 1979. február 9. –) egykori portugál válogatott labdarúgó, hátvéd. Általában középhátvédként játszik, de a szárnyakon is egyaránt megállja a helyét.

## Díjak

### Klub
- Sporting CP:
  - Portugál kupa: 1998–99, 2006–07

- Valencia:
  - UEFA Szuperkupa: 2004
  - Spanyol kupa: 2007–2008

## Fordítás
- Ez a szócikk részben vagy egészben  a   Marco Caneira című angol Wikipédia-szócikk ezen változatának fordításán alapul.  Az eredeti cikk szerkesztőit annak laptörténete sorolja fel. Ez a jelzés csupán a megfogalmazás eredetét és a szerzői jogokat jelzi, nem szolgál a cikkben szereplő információk forrásmegjelöléseként.

## Külső hivatkozások
- Marco Caneira adatlapja a Videoton FC hivatalos weboldalán (magyarul)
- Marco Caneira statisztikái Archiválva 2011. december 20-i dátummal a Wayback Machine-ben a FIFA honlapján (angolul)
- Marco Caneira életrajza Archiválva 2013. június 6-i dátummal a Wayback Machine-ben (angolul)